# Ägäische Platte

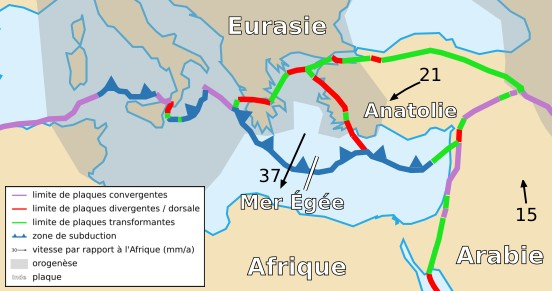

Die Ägäische Platte, auch Ägäische Mikroplatte oder Hellenische Platte ist eine Kontinentalplatte im südöstlichen Europa. Im Norden grenzt sie an die Eurasische Platte, im Osten an die Anatolische Platte, im Süden an die Afrikanische Platte, im Westen an die Apulische Platte.
Auf der Ägäischen Platte liegen im Süden Griechenlands die Peloponnes, die Halbinsel Attika, die Inseln Euböa, Kreta, Santorin und Therasia sowie die südlichen Ionischen Inseln bis Lefkada im Norden, die Kykladen, die Nördlichen und die Südlichen Sporaden. Die südliche Begrenzung zur Afrikanischen Platte bildet der Hellenische Bogen südlich von Kreta.
Das Gebiet wird durch die Subduktion der Afrikanischen Platte unter die Ägäische Platte im Zuge der Plattentektonik sehr häufig von Erdbeben erschüttert.